# Lago Colbún
Lago Colbún är en sjö i Chile.   Den ligger i regionen Región del Maule, i den södra delen av landet, 250 km söder om huvudstaden Santiago de Chile. Lago Colbún ligger 425 meter över havet. Arean är 57 kvadratkilometer. Den sträcker sig 9,3 kilometer i nord-sydlig riktning, och 14,2 kilometer i öst-västlig riktning.
I omgivningarna runt Lago Colbún växer i huvudsak städsegrön lövskog. Runt Lago Colbún är det mycket glesbefolkat, med 7 invånare per kvadratkilometer.